# Prossima fermata Australia
Prossima fermata Australia (Great Australian Railway Journeys) è un documentario inglese trasmesso in prima visione nel Regno Unito dal 2019 su BBC Two.
Il programma, presentato da Michael Portillo, è un reportage in cui il conduttore effettua dei viaggi in Australia, a bordo dei treni e con l'ausilio di una copia della Guida Bradshaw del 1913. 
La prima stagione venne trasmessa nel 2019 dalla BBC Two. In Italia venne trasmessa la prima puntata l'8 marzo 2020 su Rai 5, mentre la serie completa sempre su Rai 5 dal 25 giugno 2020.
Come nella serie precedente, segna un profondo cambiamento nell'edizione italiana dopo le serie precedenti (Trans Europe Express e Prossima fermata, America), infatti stranamente Portillo non è più doppiato dallo storico Carlo Valli, ma da Antonio Sanna.

## Episodi

### Prima stagione (2019)
| Num. | Titolo                     | Prima TV UK      | Prima TV Italia |
| ---- | -------------------------- | ---------------- | --------------- |
| 1    | "Da Port Augusta a Darwin" | 26 ottobre 2019  | 8 marzo 2020    |
| 2    | "Da Sydney a Broken Hill"  | 2 novembre 2019  | 26 giugno 2020  |
| 3    | "Da Adelaide a Perth"      | 9 novembre 2019  | 29 giugno 2020  |
| 4    | "Da Canberra a Melbourne"  | 16 novembre 2019 | 30 giugno 2020  |
| 5    | "Da Kuranda a Townsville"  | 23 novembre 2019 | 1 luglio 2020   |
| 6    | "Da Newcastle a Brisbane"  | 30 novembre 2019 | 2 luglio 2020   |